# Koilada Kai Ekvoles Spercheiou – Maliakos Kolpos – Mesochori Spercheiou
Koilada Kai Ekvoles Spercheiou – Maliakos Kolpos – Mesochori Spercheiou este o arie protejată (arie specială de conservare — SAC, sit de importanță comunitară — SCI) din Grecia întinsă pe o suprafață de 46.327,24 ha, integral pe uscat.

## Localizare
Centrul sitului Koilada Kai Ekvoles Spercheiou – Maliakos Kolpos – Mesochori Spercheiou este situat la coordonatele 38°51′39″N 22°36′31″E / 38.860773°N 22.608591°E.

## Înființare
Situl Koilada Kai Ekvoles Spercheiou – Maliakos Kolpos – Mesochori Spercheiou a fost declarat sit de importanță comunitară în august 1996 pentru a proteja 1 specie de plante și 15 specii de animale. Situl a fost protejat și ca arie specială de conservare în martie 2011.

## Biodiversitate
Situată în ecoregiunile marină mediteraneană și mediteraneană, aria protejată conține 13 habitate naturale: Estuare, Golfuri mici largi și golfuri puțin adânci, Vegetație anuală la limita mareei, Pășuni mediteraneene udate de apa mării (Juncetalia maritimi), Tufărișuri halofile mediteraneene și termo-atlantice (Sarcocornetea fruticosi), Dune mobile cu vegetație embrionară, Depresiuni intradunale umede, Iazuri temporare mediteraneene, Râuri mediteraneene cu debit permanent cu specii de Paspalo-Agrostidion și galerii riverane de Salix și de Populus alba, Râuri mediteraneene cu debit intermitent, cu specii de Paspalo-Agrostidion, Galerii de Salix alba și de Populus alba, Păduri de Platanus orientalis și Liquidambar orientalis (Platanion orientalis), Galerii și tufărișuri riverane sudice (Nerio-Tamaricetea și Securinegion tinctoriae).
La baza desemnării sitului se află mai multe specii protejate:
- plante (1): Himantoglossum jankae
- amfibieni (1): izvoraș-cu-burta-galbenă (Bombina variegata)
- mamifere (4): lupul (Canis lupus), vidră de râu (Lutra lutra), Rupicapra rupicapra balcanica, delfin mare (Tursiops truncatus)
- nevertebrate (1): Paracaloptenus caloptenoides
- pești (3): Aphanius fasciatus, Barbus sperchiensis, Pelasgus marathonicus
- reptile (6): șarpele cu patru dungi (Elaphe quatuorlineata), țestoasa de baltă (Emys orbicularis), Mauremys rivulata, țestoasă bănățeană (Testudo hermanni), Testudo marginata, elaphe situla (Zamenis situla)

Pe lângă speciile protejate, pe teritoriul sitului au mai fost identificate 8 specii de amfibieni, 9 specii de mamifere, 1 specie de nevertebrate, 2 specii de pești, 11 specii de reptile.